# Этко, Пётр Петрович
Пётр Петрович Этко (родился 15 марта 1938 года) — советский регбист и регбийный тренер, мастер спорта СССР (1968), судья всесоюзной категории. Четырёхкратный чемпион СССР.

## Биография
Родился в латышской семье (незадолго до войны семья попала под сталинские репрессии и была отправлена в ссылку). Занимался боксом и греблей.
Окончил МГТУ им. Баумана, регбийную карьеру начал в 1959 году в составе университетской команды МВТУ (тренер — Анатолий Сорокин), за которую играл до 1968 года. Выступал на позиции нападающего (пропа и хукера). Отметился титулами чемпиона СССР 1966 и 1968 годов в её составе, в 1968 году вошёл в список лучших регбистов страны. В 1969—1972 годах выступал за «Фили», выиграл чемпионаты СССР 1970 и 1972 годов, а также с 1970 по 1972 годы снова попадал в список лучших регбистов страны. С 1970 года был играющим тренером клуба «Фили» наряду с Борисом Гавриловым.
Карьеру тренера Этко официально начал в 1973 году, тренируя в 1973—1975 годах московский «Спартак». С 1976 по 1982 годы работал в московском «Локомотиве» сначала тренером (помощник Валерия Соколова), а потом и старшим (главным) тренером; с «железнодорожниками» становился серебряным призёром чемпионата СССР 1980 года и выходил в финалы Кубка СССР 1980 и 1981 годов. Гостренер Госкомспорта СССР с 1983 по 1990 годы, руководил второй сборной СССР, которая выиграла турнир на призы Федерации регби СССР в 1980 году в Житомире, а в 1987 году стала бронзовым призёром турнира на призы газеты «Советский Спорт». В 1985, 1987 и 1989 годах приводил основную сборную к серебряным медалям чемпионата Европы (Трофея FIRA) 1985, 1987, 1989 годов. Был членом тренерского штаба сборной СССР во время турне команды по Новой Зеландии в 1991 году.
В 1992 году Пётр Петрович уже со сборной России одержал первую в её истории победу над клубом «Барбарианс». В 1993 году работал тренером клуба «Зенит-ЖЭС» из Зеленограда, в 1995 году тренировал чемпионов России по регби-7. Под руководством Петра Этко были подготовлены более 80 мастеров спорта по регби, в настоящее время он работает тренером в СК «Фили» и является Государственным тренером Спорткомитета РФ. Команда «Фили», однако, не соревнуется в чемпионате России.
Награждён бронзовой медалью Европейской федерации регби (FIRA-AER) в 1984 году за вклад в популяризацию регби и серебряной медалью к 30-летию общества «Буревестник».